# DHL Air UK
DHL Air UK (nach britischem Recht firmierend als DHL Air Ltd.) ist eine britische Frachtfluggesellschaft, die im London Borough of Hounslow ansässig ist. Ihre Heimatbasis befindet sich auf dem East Midlands Airport. Sie ist eine Tochtergesellschaft der Deutsche Post AG.

## Geschichte
Die Fluggesellschaft ging im August 1989 aus der 1982 gegründeten Elan Air hervor, die Vickers Vanguard betrieb. Heute ist sie eine vollständige Tochter der Deutsche Post AG und betreibt Linien- und Charterfrachtflüge im europäischen Netzwerk der DHL.
DHL Air UK ist seit dem 30. November 2001 im Besitz einer United Kingdom Civil Aviation Authority Type A Operating Licence (AOC) zur Beförderung von Passagieren, Fracht und Post mit Flugzeugen mit einer Kapazität von 20 oder mehr Sitzen. Nach Erhalt der Lizenz begann im Dezember 2001 der Flugbetrieb.

## Flotte

### Aktuelle Flotte

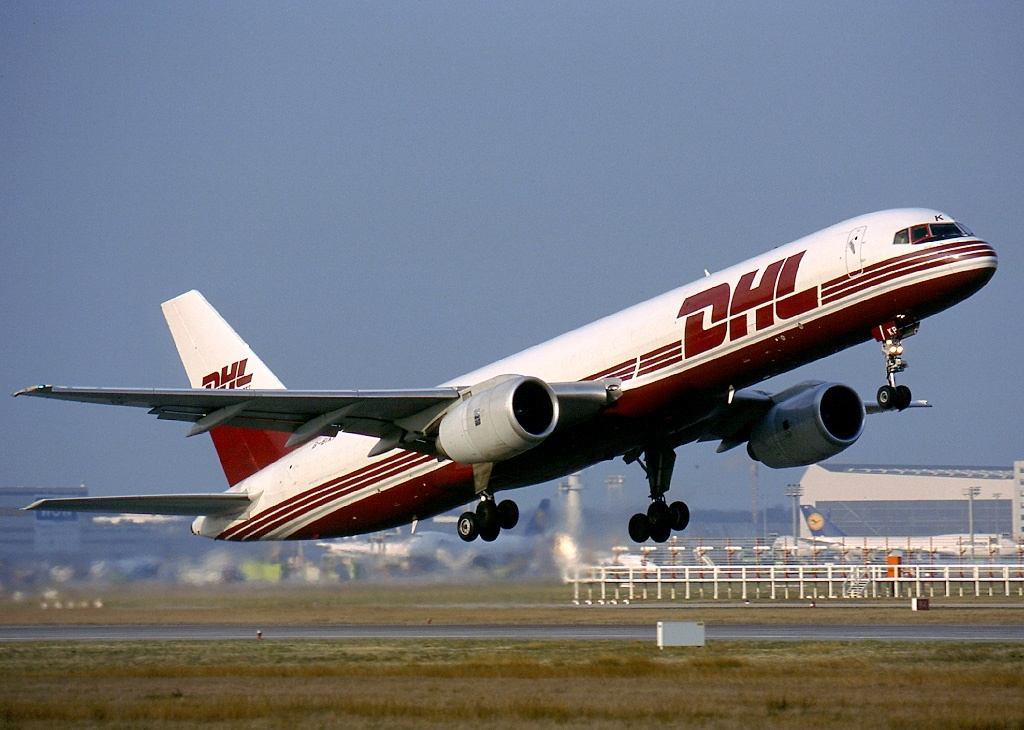
Eine Boeing 757 der DHL Air UK, Frankfurt 2003

Mit Stand April 2025 besteht die Flotte der DHL Air UK aus 21 Flugzeugen mit einem Durchschnittsalter von 19,1 Jahren:
| Flugzeugtyp      | Anzahl | bestellt | Anmerkungen                                           | Durchschnittsalter |
| ---------------- | ------ | -------- | ----------------------------------------------------- | ------------------ |
| Boeing 757-200SF | 05     |          | mit Winglets ausgestattet; betrieben für DHL Aviation | 37,1 Jahre         |
| Boeing 767-300F  | 09     |          | mit Winglets ausgestattet; betrieben für DHL Aviation | 16,6 Jahre         |
| Boeing 777F      | 07     |          | eine inaktiv; betrieben für DHL Aviation              | 09,6 Jahre         |
| Gesamt           | 21     | -        |                                                       | 19,1 Jahre         |